# Mariana Alvim
Mariana Alvim, nascida Mariana Agostini de Villalba Alvim  (Rio de Janeiro, 8 de abril de 1909 – Brasília, 13 de julho de 2001) foi uma pioneira psicóloga brasileira. Foi a primeira a trazer as ideias sobre Abordagem Centrada na Pessoa, de Carl Rogers para o Brasil.
Mariana era filha do médico Álvaro Alvim e neta do artista plástico, cartunista e abolicionista, Angelo Agostini.

## Biografia
Mariana nasceu em 1909, na cidade do Rio de Janeiro, no sobrado onde funcionava o consultório de seu pai, o médico Álvaro Freire de Villalba Alvim, no Largo da Carioca Nº 11. Seu avô materno era artista plástico, cartunista e abolicionista, Angelo Agostini. Álvaro foi o responsável pela introdução do raio X, em 1898. Porém, Álvaro acabou morrendo devido à contaminação por exposição excessiva à radiação.

## Carreira
Aos 19 anos, Mariana se casou com o músico português João Sampaio Brandão, com quem embarca para a França, para estudar em Paris. Mariana se matriculou então no Collège Sévigné, onde cursou Pedagogia, com especialização em pré-escola. Durante os cinco anos que morou em Paris, Mariana pode estudar na Sorbonne, onde foi aluna de Henri Wallon, professor de Psicologia da Criança, que a fez conhecer os ideias de Karl Marx e, posteriormente, o ideal comunista. Inspirada no abolicionismo do avô, Mariana começou a se interessar pela área da educação como forma de combater o preconceito racial.
De volta ao Brasil, Mariana cursou Serviço Social, na intenção de obter um diploma brasileiro de forma a validar os cursos que fizera na França. Trabalhou no Serviço de Assistência a Menores (SAM), do Ministério da Justiça, por onde viria a se aposentar, em Brasília. Trabalhou na Universidade de Brasília (UnB), onde criou o Serviço de Orientação ao Estudante (SOE), um pedido de Darcy Ribeiro, amigo e reitor da instituição na época.
Trabalhou no Conselho Penitenciário do Distrito Federal, onde atuava como psicóloga e assistente social. No começo da década de 1960, pouco tempo depois da inauguração de Brasília, Mariana mudou-se para a nova capital, querendo participar da construção de um novo distrito federal. Mariana foi uma das precursoras da Abordagem Centrada na Pessoa, desenvolvida por Carl Rogers, no Brasil. Ela o conheceu em Chicago, em 1945, quando estudou em algumas universidades norte-americanas que trabalhavam com menores. Em 1947, Mariana foi chamada para organizar o Instituto de Seleção e Orientação Profissional (ISOP) no Rio de Janeiro, quando passou a usar a "técnica não-diretiva".
Na Universidade de Brasília, criou o Serviço de Seleção e Orientação, onde coordenou a a aplicação de testes psicológicos em mais de 1000 alunos para a seleção da primeira turma, além das primeiras seleções de servidores. Seus ideais marxistas, no entanto, serviram de pretexto para a nova administração da universidade, na Ditadura Militar, solicitar sua saída, em 1965.
Foi técnica das Nações Unidas no Seminário Latino-Americano sobre Prevenção do Delito e Tratamento do Delinquente, ocorrido no Rio de Janeiro e representante do Instituto de Seleção e Orientação Profissional da Fundação Cetulio Vargas, no XI Congresso Panamericano da Criança, realizado em Bogotá, na Colômbia.

## Morte
Aposentada do Ministério da Justiça, Mariana não deixou mais Brasília. Trabalhou em consultório, dando palestras e cursos de formação em psicologia clínica. Ela morreu na capital federal em 13 de julho de 2001, aos 92 anos.